# اندری هولوبا
اندری هولوبا (اوکراینی: Андрій Олександрович Глоба؛ زادهٔ ۲۴ ژانویهٔ ۱۹۹۹) بازیکن فوتبال اهل اوکراین است.